# Bitka pri Baesweilerju
Bitka pri Baesweilerju (22. avgust 1371) je bil spopad med luksemburško - brabantskim vojvodo in vojvodo Jülichskim.

## Ozadje
Napadi na trgovske interese Brabanta na ozemlju vojvode Jülichskega so novembra 1367 in septembra 1369 skoraj povzročili vojno  Mir je bil ohranjen le z vpletenostjo Landfriedna. Potem ko so plačanci leta 1371 oropali številne brabantinske trgovce na ozemlju Viljema II., vojvode Jülichskega, je Viljem zavrnil plačilo odškodnine brabantskemu vojvodi Venčeslavu I. Luksemburškemu, kaj šele kaznovati plačance, namesto tega jih je zaščitil in jih celo najel. Ko je Venčeslav pripravljal svoje sile, je Viljem poiskal pomoč pri svojem svaku, Edvardu, vojvodi Guelderskem.

## Bitka
20. avgusta je Venčeslav vodil svojo 2500-glavo vojsko iz obmejnega mesta Maastricht proti sovražnikovi prestolnici Jülich. Vojska je počasi napredovala, požigala in plenila, in do večera 21. avgusta se je utaborila blizu mesta Baesweiler severno od Aachna. 22. avgusta se je Venčeslavova vojska soočila z manjšo silo Viljema, vojvode Jülichskega, ki je sestavljala 1600 vojakov. Zapisani sta dve različici tega, kar se je zgodilo potem. V enem je Jülichova vojska napadla zjutraj, medtem ko so bile brabantske sile pri maši. V drugem pa se je brabantska vojska dobro bojevala do zakasnelega nastopa čet Edvarda, vojvode Guelderskega, morda iz zasede. 
Bitka se je končala z ujetjem Venčeslava, vojvode Brabantskega,  in Viljema, mejnega grofa Namurja, in smrtjo Edvarda Guelderskega. Ubit je bil tudi Guy I. Luksemburški, grof Ligny, daljni sorodnik Venčeslava.  Venčeslav je bil zaprt v Nideggenu pri Roerju.